# Achiet-le-Petit
Achiet-le-Petit é uma comuna francesa na região administrativa de Altos da França, no departamento de Pas-de-Calais. Estende-se por uma área de 7,25 km². Em 2010 a comuna tinha 311 habitantes (densidade: 42,9 hab./km²).